# قائمة البعثات الدبلوماسية في النرويج

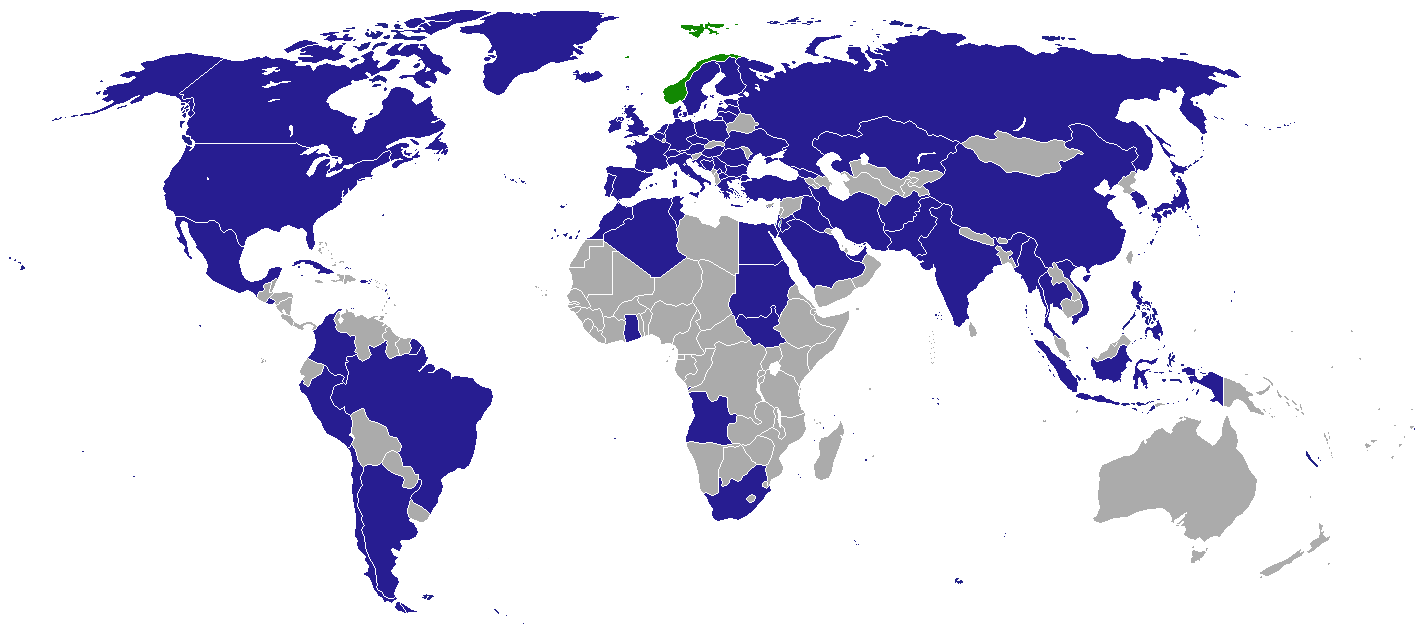
خريطة البعثات الدبلوماسية في النرويج

تبين هذه الصفحة البعثات الدبلوماسية المقيمة في النرويج. تستضيف العاصمة أوسلو حالياً 68 سفارة. بالإضافة إلى بلدان عديدة لديها سفارات معتمدة لدى النرويج، ويقيم معظمها في ستوكهولم، وكوبنهاغن، ولندن.

## سفارات

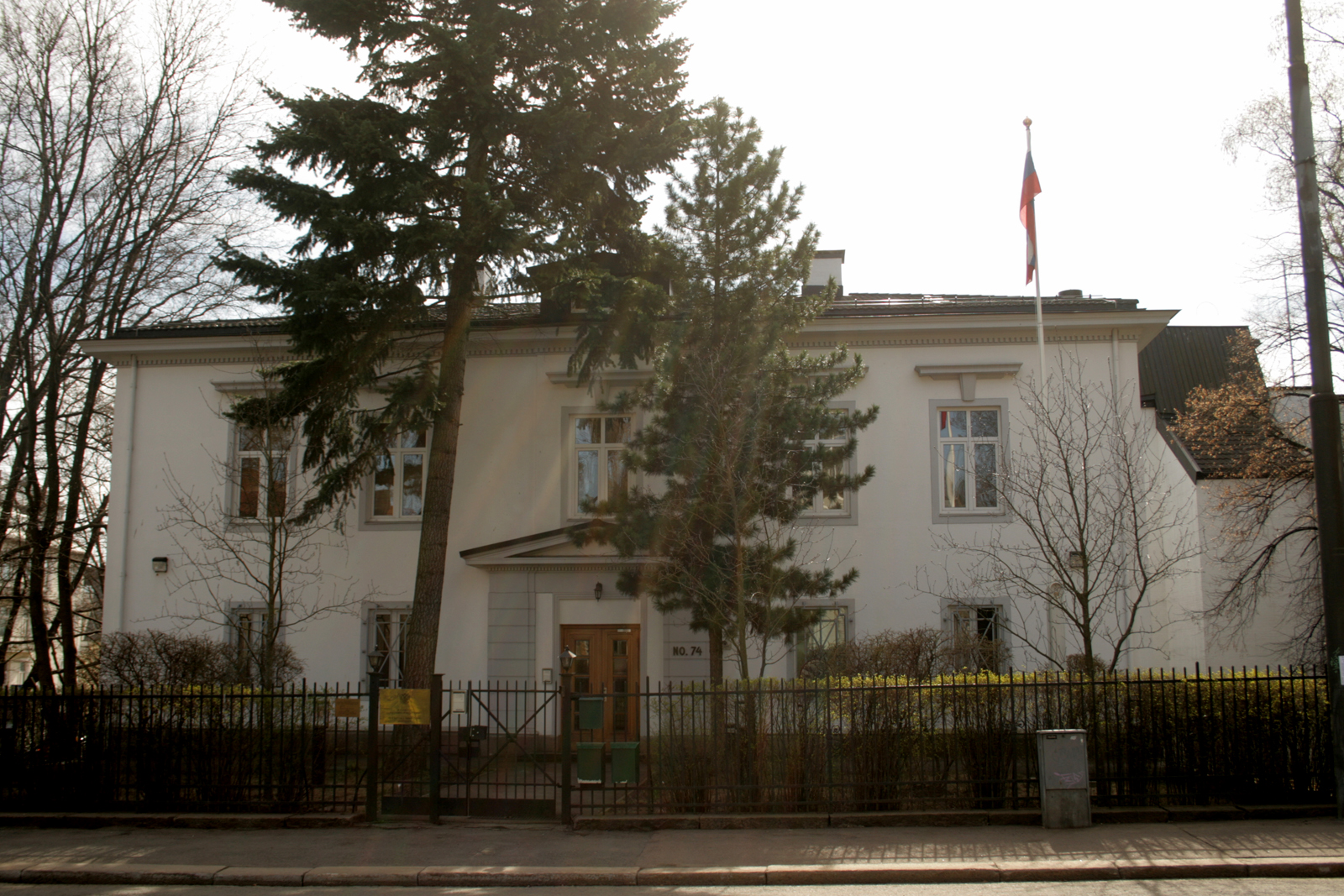
سفارة روسيا في أوسلو

أوسلو
| - أفغانستان - الجزائر - الأرجنتين - النمسا - بلجيكا - البوسنة والهرسك - البرازيل - بلغاريا - بورما - بوروندي - كندا - تشيلي - الصين - كولومبيا - كرواتيا - كوبا - جمهورية التشيك - الدنمارك - مصر - إستونيا - فنلندا - فرنسا - جورجيا | - ألمانيا - اليونان - غواتيمالا - المجر - آيسلندا - الهند - إندونيسيا - العراق - إيران - جمهورية أيرلندا - إسرائيل - إيطاليا - اليابان - كازاخستان - كوريا الجنوبية - لاتفيا - ليتوانيا - مقدونيا - المكسيك - المغرب - هولندا - باكستان - الفلبين | - بولندا - البرتغال - رومانيا - روسيا - السعودية - صربيا - سلوفاكيا - جنوب إفريقيا - جنوب السودان - إسبانيا - سريلانكا - السودان - السويد - سويسرا - تايلاند - تونس - تركيا - أوكرانيا - المملكة المتحدة - الولايات المتحدة - فنزويلا - فيتنام |

## بعثات تمثيلية
- جمهورية الصين (مكتب تمثيلي لتايبيه)
- الاتحاد الأوروبي (وفد)
- فلسطين (بعثة)
- الجمهورية العربية الصحراوية الديمقراطية (مكتب تمثيلي)

## قنصليات
بارنتسبورغ
- روسيا قنصلية عامة[1]

شيركنيس
- روسيا قنصلية عامة[2]

## سفارات غير مقيمة
(في ستوكهولم ما لم يذكر خلاف ذلك)
| - ألبانيا - أندورا (أندورا لا فيلا) - أنغولا - أرمينيا (يريفان) - أستراليا (كوبنهاغن) - أذربيجان - بروناي (لندن) - بنغلاديش - باربادوس (بروكسل) - بيلاروس - بنين (كوبنهاغن) - بوتان (جنيف) - بوليفيا (كوبنهاغن) - بوتسوانا - بروناي (بندر سري بكاوان) - بوركينا فاسو (كوبنهاغن) - كمبوديا (لندن) - الكاميرون (لندن) - تشاد (برلين) - الرأس الأخضر (فيينا) - جمهورية إفريقيا الوسطى (بروكسل) - جمهورية الكونغو - جمهورية الكونغو الديمقراطية (لندن) - كوستاريكا (لندن) - قبرص - جيبوتي (بروكسل) - جمهورية الدومينيكان - الإكوادور - السلفادور - إرتريا - إثيوبيا | - الغابون (لندن) - غامبيا (لندن) - غانا (كوبنهاغن) - غينيا (برلين) - غيانا (بروكسل) - الكرسي الرسولي - هندوراس - ساحل العاج (كوبنهاغن) - جامايكا (لندن) - الأردن (بروكسل) - كينيا - كوريا الشمالية - كوسوفو - الكويت - قرغيزستان (برلين) - لاوس - لبنان - ليبيريا (برلين) - ليبيا - ليسوتو (دبلن) - لوكسمبورغ (كوبنهاغن) - مدغشقر (برلين) - مالاوي (لندن) - ماليزيا - جزر المالديف (لندن) - مالي (برلين) - مالطا (كوبنهاغن) - موريتانيا (برلين) - موريشيوس (لندن) - مولدوفا - منغوليا | - موزمبيق - ناميبيا - نيبال (لندن) - نيوزيلندا (لاهاي) - نيكاراغوا - النيجر (برلين) - نيجيريا - عُمان (برلين) - بنما (لندن) - باراغواي - بيرو (ستوكهولم) - قطر (لندن) - رواندا - سانت فينسنت والغرينادين (لندن) - سان مارينو (سان مارينو) - السنغال - سيراليون (لندن) - سنغافورة (سنغافورة) - سلوفينيا (كوبنهاغن) - سوريا - تنزانيا - توغو (برلين) - ترينيداد وتوباغو (لندن) - أوغندا (كوبنهاغن) - الأوروغواي - أوزبكستان (لندن) - اليمن (لاهاي) - زامبيا - زيمبابوي |

## روابط خارجية
- The Oslo Diplomatic List

‌